# Shota Galica
Shota Galica (1895–1927), eredeti nevén Qerime Halil Radisheva albán népfelkelő volt, Azem Galica felesége, Albánia népi hőse.

## Élete
A mai Koszovó területén található, akkor az Oszmán Birodalom Koszovói vilajetéhez tartozó Drenica régióban, Radiseva faluban született, hat fiútestvére mellé egyetlen lányként. 1915-ben ment férjhez Azem Galicához, akivel 1919-ben részt vett a koszovói albán szeparatisták felkelésében. Céljuk az volt, hogy Koszovó, melyet az első Balkán-háború során Szerbia elfoglalt, csatlakozzon a függetlenné vált Albániához. 1921–1923 közt Junik környékén harcolt, ahol férje egy időre három falut is irányítása alá vont. Shota 1925-ben, férje halála után Bajram Currival együtt vezette csapatát; Çikatovánál elfogott egy szerb parancsnokot és pár katonát. 1927 júliusában visszavonult Albániába, élete utolsó hónapjait Fushë-Krujában töltötte. Koszovóban legendás hősnek számít. Egy fennmaradt mondása szerint „Az élet tudás nélkül olyan, mint a háború fegyverek nélkül.”

## Fordítás
Ez a szócikk részben vagy egészben  a   Shote Galica című angol Wikipédia-szócikk ezen változatának fordításán alapul.  Az eredeti cikk szerkesztőit annak laptörténete sorolja fel. Ez a jelzés csupán a megfogalmazás eredetét és a szerzői jogokat jelzi, nem szolgál a cikkben szereplő információk forrásmegjelöléseként.